# 总状序冷水花
总状序冷水花（学名：Pilea racemiformis）是荨麻科冷水花属的植物，是中国的特有植物。分布在中国大陆的广西等地，生长于海拔1,500米至3,000米的地区，多生在密林下阴处，目前尚未由人工引种栽培。